# Биляна Павлова-Димитрова
Биляна Павлова-Димитрова (нар. 20 січня 1978) — колишня болгарська тенісистка.
Найвищу одиночну позицію світового рейтингу — 490 місце досягла 16 жовтня 2006, парну — 301 місце — 20 квітня 2009 року.
Здобула 1 одиночний та 3 парні титули.
Завершила кар'єру 2013 року.

## Фінали ITF

### Одиночний розряд: 6 (1–5)
| Легенда          |
| ---------------- |
| турніри $100,000 |
| турніри $75,000  |
| турніри $50,000  |
| турніри $25,000  |
| турніри $10,000  |

| Фінали за покриттям |
| ------------------- |
| Тверде (1–0)        |
| Ґрунт (0–3)         |
| Трава (0–0)         |
| Килим (0–2)         |

| Результат | W–L | Дата     | Турнір                       | Рівень | Покриття | Суперниця         | Рахунок            |
| --------- | --- | -------- | ---------------------------- | ------ | -------- | ----------------- | ------------------ |
| Перемога  | 1–0 | Чер 1998 | ITF Кавала, Греція           | 10,000 | Тверде   | Драгана Ілич      | 6–3, 7–6(7–1)      |
| Поразка   | 1–1 | Сер 2001 | ITF Волос, Греція            | 10,000 | Килим    | Хрістіна Захаріду | 0–6, 0–6           |
| Поразка   | 1–2 | Лис 2005 | ITF Гіза, Єгипет             | 10,000 | Ґрунт    | Галина Фокіна     | 2–6, 5–7           |
| Поразка   | 1–3 | Тра 2006 | ITF Борнмут, Велика Британія | 10,000 | Ґрунт    | Марріт Бонстра    | 3–6, 0–6           |
| Поразка   | 1–4 | Вер 2007 | ITF Палич, Сербія            | 10,000 | Ґрунт    | Тадея Маєрич      | 2–6, 2–6           |
| Поразка   | 1–5 | Жов 2007 | ITF Волос, Греція            | 10,000 | Килим    | Ольга Брозда      | 7–6(7–2), 2–6, 0–6 |

### Парний розряд: 19 (3–16)
| Легенда          |
| ---------------- |
| турніри $100,000 |
| турніри $75,000  |
| турніри $50,000  |
| турніри $25,000  |
| турніри $10,000  |

| Фінали за покриттям |
| ------------------- |
| Тверде (0–1)        |
| Ґрунт (3–15)        |
| Трава (0–0)         |
| Килим (0–0)         |

| Результат | W–L  | Дата     | Турнір                           | Рівень | Покриття  | Партнерка            | Суперниці                                     | Рахунок                 |
| --------- | ---- | -------- | -------------------------------- | ------ | --------- | -------------------- | --------------------------------------------- | ----------------------- |
| Поразка   | 0–1  | Сер 1997 | ITF Muri Antichi, Італія         | 10,000 | Ґрунт     | Наталія Бондаренко   | Джулія Казоні Федеріка Фортуні                | 6–7(7–9), 2–6           |
| Поразка   | 0–2  | Тра 2000 | ITF Казале, Італія               | 10,000 | Ґрунт     | Магда Міхалаке       | Клое Карлотті Ева Фіслова                     | 1–6, 4–6                |
| Поразка   | 0–3  | Чер 2000 | ITF Скоп'є, Республіка Македонія | 10,000 | Ґрунт     | Ліляна Манушевич     | Катарина Мишич Марина Лазаровська             | 6–7(6–8), 3–6           |
| Перемога  | 1–3  | Лис 2000 | ITF Гавр, Франція                | 10,000 | Ґрунт (i) | Ілона Полякова       | Луй Лі Шень Александра Зотта                  | 4–0, 4–1, 4–1           |
| Поразка   | 1–4  | Лис 2000 | ITF Довіль, Франція              | 10,000 | Ґрунт (i) | Магдалена Зденовкова | Діана Брунель Едіт Нун                        | 3–4, 4–0, 2–4, 0–4      |
| Поразка   | 1–5  | Кві 2001 | ITF Афіни, Греція                | 10,000 | Ґрунт     | Маріяна Ковачевич    | Сандра Клеменшиц Даніела Клеменшиц            | 3–6, 5–7                |
| Поразка   | 1–6  | Вер 2001 | ITF Касторія, Греція             | 10,000 | Ґрунт     | Іпек Шенолу          | Асіміна Каплані Марія Павліду                 | 3–6, 5–7                |
| Поразка   | 1–7  | Жов 2004 | ITF Подгориця, Чорногорія        | 10,000 | Ґрунт     | Янетте Бейлкова      | Катарина Мишич Драгана Зарич                  | 1–6, 2–6                |
| Поразка   | 1–8  | Гру 2005 | ITF Гіза, Єгипет                 | 10,000 | Ґрунт     | Леноре Лезерою       | Галина Фокіна Раїса Гуревич                   | 3–6, 5–7                |
| Поразка   | 1–9  | Чер 2006 | ITF Русе, Болгарія               | 10,000 | Ґрунт     | Надежда Вассилева    | Дія Евтімова Кароліне Борґерсен               | 0–6, 0–6                |
| Поразка   | 1–10 | Лис 2006 | ITF Каїр, Єгипет                 | 10,000 | Ґрунт     | Штефані Гайднер      | Александра Дулгеру Марселла Кук               | 6–7(4–7), 6–3, 6–7(5–7) |
| Поразка   | 1–11 | Жов 2007 | ITF Дубровник, Хорватія          | 10,000 | Ґрунт     | Суткін Ван Ден       | Миляна Аданко Наташа Зорич                    | w/o                     |
| Перемога  | 2–11 | Лис 2007 | ITF Барселона, Іспанія           | 10,000 | Ґрунт     | Штефані Гайднер      | Ірина Кузьміна-Рімша Шейла Сольсона-Каркасона | 6–3, 6–7(8–10), [10–3]  |
| Поразка   | 2–12 | Бер 2008 | ITF Афіни, Греція                | 10,000 | Тверде    | Раффаелла Бінді      | Нікола Гофманова Вів'єнне В'єрін              | 7–5, 5–7, [7–10]        |
| Поразка   | 2–13 | Тра 2008 | ITF Единбург, Велика Британія    | 10,000 | Ґрунт     | Суткін Ван Ден       | Джейд Кертіс Елізабет Томас                   | 1–6, 6–7(5–7)           |
| Поразка   | 2–14 | Чер 2008 | ITF Будва, Чорногорія            | 10,000 | Ґрунт     | Тамара Стойкович     | Любиця Аврамович Неда Козич                   | 4–6, 5–7                |
| Перемога  | 3–14 | Гру 2008 | ITF Бенікарло, Іспанія           | 10,000 | Ґрунт     | Неда Козич           | Сімона Матей Андрея Міту                      | 6–4, 7–6(7–3)           |
| Поразка   | 3–15 | Чер 2010 | ITF Ясси, Румунія                | 10,000 | Ґрунт     | Фатіма Ан-Набхані    | Меделіна Гожня Йонела-Андрея Йова             | 3–6, 3–6                |
| Поразка   | 3–16 | Сер 2010 | ITF Онешті, Румунія              | 10,000 | Ґрунт     | Камелія Хрістя       | Лаура Йоана Пар Міхаела Бузернеску            | 6–7(7–9), 2–6           |

## Кубок Федерації
Павлова-Димитрова дебютувала за збірну Болгарії в Кубку Федерації 2010 року. Відтоді співвідношення її виграшів-поразок становить: 0–1 в одиночному розряді, 1–0 — у парному (1–1 загалом).

### Одиночний розряд (0–1)
| Розіграш                         | Раунд | Дата          | Супротивник | Покриття   | Суперниця     | W/L | Результат     |
| -------------------------------- | ----- | ------------- | ----------- | ---------- | ------------- | --- | ------------- |
| Зона Європи/Африки 2010, група I | RR    | 5 лютого 2010 | Словенія    | Тверде (i) | Андрея Клепач | L   | 6–4, 4–6, 3–6 |

### Парний розряд (1–0)
| Розіграш                         | Раунд | Дата          | Партнерка     | Супротивник | Покриття   | Суперниці                        | W/L | Результат |
| -------------------------------- | ----- | ------------- | ------------- | ----------- | ---------- | -------------------------------- | --- | --------- |
| Зона Європи/Африки 2010, група I | RR    | 5 лютого 2010 | Елиця Костова | Словенія    | Тверде (i) | Андрея Клепач Маша Зець-Пешкирич | W   | 6–1, 6–2  |

- RR = Коловий турнір